# Westliches Zwerghörnchen
Das Westliche Zwerghörnchen (Microsciurus mimulus) ist eine Hörnchenart aus der Gattung der Neuweltlichen Zwerghörnchen (Microsciurus). Es kommt von Panama bis in den Westen von Kolumbien und den Nordwesten von Ecuador vor.

## Merkmale
Das Westliche Zwerghörnchen erreicht eine Kopf-Rumpf-Länge von etwa 13,5 bis 14,8 Zentimetern bei einem Gewicht von etwa 120 Gramm. Der Schwanz wird 9,4 bis 11,6 Zentimeter lang und ist damit kürzer als der restliche Körper. Das Rückenfell der Tiere ist gräulich-braun, durchsetzt mit blassgelben oder orange-sandfarbenen Einwaschungen und manchmal mit einer schwarzen Mittellinie. Der Bauch ist blass- bis rotorange. Der Schwanz ist gräulich schwarze und leicht gelb oder bei dunkleren Tieren grau gefrostet Die Beine sind relativ lang.
| 1 | · | 0 | · | 2 | · | 3 | = 22 |
| 1 | · | 0 | · | 1 | · | 3 | = 22 |

Die Tiere besitzen wie andere Arten der Gattung im Oberkiefer pro Hälfte einen zu einem Nagezahn ausgebildeten Schneidezahn (Incisivus), dem eine Zahnlücke (Diastema) folgt. Hierauf folgen zwei Prämolare und drei Molare. Im Unterkiefer besitzen die Tiere dagegen nur einen Prämolar. Insgesamt verfügen die Tiere damit über ein Gebiss aus 22 Zähnen. Der zweite Prämolar (PM3) fehlt vor allem bei einzelnen Populationen der Amazonischen Zwerghörnchen (Microsciurus flaviventer), bei den anderen Arten ist er sehr klein ausgebildet.

## Verbreitung
Das Westliche Zwerghörnchen kommt von Panama bis in den Westen von Kolumbien und den Nordwesten von Ecuador vor. Die Höhenverbreitung reicht bis 2000 Meter.

## Lebensweise
Das Westliche Zwerghörnchen lebt in den immergrünen Regenwaldgebieten an der Basis von Bergen und in Bergregenwäldern oberhalb von 800 Metern in Panama, vor allem in Gebieten, wo es sympatrisch mit dem Zentralamerikanischen Zwerghörnchen (Microsciurus alfari) vorkommt, sowie deutlich tiefer in Kolumbien und Ecuador. 
Das Westliche Zwerghörnchen ist tagaktiv und sucht seine Nahrung schnell laufend vor allem auf dem Boden und im niedrigen Blattwerk, dabei sucht es wahrscheinlich aktiv nach Insekten und anderen Wirbellosen. Die Tiere kommen häufig paarweise vor.

## Systematik
Das Westliche Zwerghörnchen wird als eigenständige Art innerhalb der Gattung der Neuweltlichen Zwerghörnchen (Microsciurus) eingeordnet, die aus vier Arten besteht. Die wissenschaftliche Erstbeschreibung stammt von Oldfield Thomas aus dem Jahr 1898, der die Art anhand von Individuen aus der Region um die Stadt Esmeraldas in Ecuador beschrieb.
Innerhalb der Art werden einschließlich der Nominatform drei Unterarten unterschieden:
- Microsciurus mimulus mimulus: Nominatform, kommt im südlichen Teil des Verbreitungsgebietes vor. Sie besitzt häufig eine schwarze Rückenlinie.
- Microsciurus mimulus boquetensis: in Panama bis in den Norden von Kolumbien. Die Form ist auf dem Rücken in der Regel etwas blasser und auf der Bauchseite leicht ockerfarben bis rötlich-braun.
- Microsciurus mimulus isthmius: im mittleren Bereich des Verbreitungsgebiets vom äußersten Südwesten Panamas bis nach Kolumbien. Die Rückenseite ist mehr gelblich mit einer rötlichen Färbung im hinteren Rumpfbereich.

Microsciurus mimulus isthmius wird bei Patton et al. 2015 als eigene Art Microsciurus isthmius betrachtet. Zudem werden dort bei ihr und bei Microsciurus mimulus keine Unterarten unterschieden.

## Status, Bedrohung und Schutz
Das Westliche Zwerghörnchen wird von der International Union for Conservation of Nature and Natural Resources (IUCN) als „nicht gefährdet“ (least concern) eingeordnet. Begründet wird mit dem relativ großen Verbreitungsgebiet, den angenommen hohen Bestandszahlen und dem Vorkommen in mehreren Schutzgebieten. Obwohl Teile des Verbreitungsgebietes von intensiver Entwaldung betroffen sind, scheint dies die Bestandszahlen nicht zu beeinflussen.

## Belege
1. 1 2 3 4  Richard W. Thorington Jr., John L. Koprowski, Michael A. Steele: Squirrels of the World. Johns Hopkins University Press, Baltimore MD 2012, ISBN 978-1-4214-0469-1, S. 34–35.
2. 1 2  James L. Patton, Ulyses F. J. Pardiñas, Guillermo D’Elía: Mammals of South America, Volume 2: Rodents. University of Chicago Press, 2015; S. 24 ff. (Google Books)
3. 1 2 3 4  Microsciurus mimulus in der Roten Liste gefährdeter Arten der IUCN 2015.1. Eingestellt von: J. Koprowski, L. Roth, R. Samudio, F. Reid, L. Emmons, 2008. Abgerufen am 9. Juli 2015.
4. 1 2  Microsciurus mimulus In: Don E. Wilson, DeeAnn M. Reeder (Hrsg.): Mammal Species of the World. A taxonomic and geographic Reference. 2 Bände. 3. Auflage. Johns Hopkins University Press, Baltimore MD 2005, ISBN 0-8018-8221-4.